# Barrafranca
Barrafranca é uma comuna italiana da região da Sicília, província de Enna, com cerca de 13.157 habitantes. Estende-se por uma área de 53,64 km², tendo uma densidade populacional de 248 hab/km². Faz fronteira com Mazzarino (CL), Piazza Armerina, Pietraperzia, Riesi (CL).

## Demografia
| Variação demográfica do município entre 1861 e 2011                               |
|                                                                                   |
| Fonte: Istituto Nazionale di Statistica (ISTAT) - Elaboração gráfica da Wikipedia |